# Gogó
Les gogó són ballarines que treballen per entretenir el públic a club nocturns o altres llocs on es reprodueixi música. El ball gogó es va originar a principis dels anys 1960 al bar francès "Whisky a Gogo" situat a Juan-les-Pins. El nom del bar prové del títol francès de la pel·lícula de comèdia escocesa Whisky Galore!, que es titulava Tight Little Island als Estats Units. Aleshores, el bar francès va llogar el seu nom al molt popular club de rock de Los Angeles Whisky a Go Go, que va obrir el gener de 1964, i que va triar el nom per reflectir la ja popular dèria pel ball gogó. Moltes animadores de la dècada de 1960 portaven minifaldilla i botes de taló alt i fins als genolls, que finalment es van anomenar bota gogó. Els promotors de clubs nocturns a mitjans de la dècada de 1960 van concebre llavors la idea de contractar dones vestides amb aquests vestits per entretenir els clients.

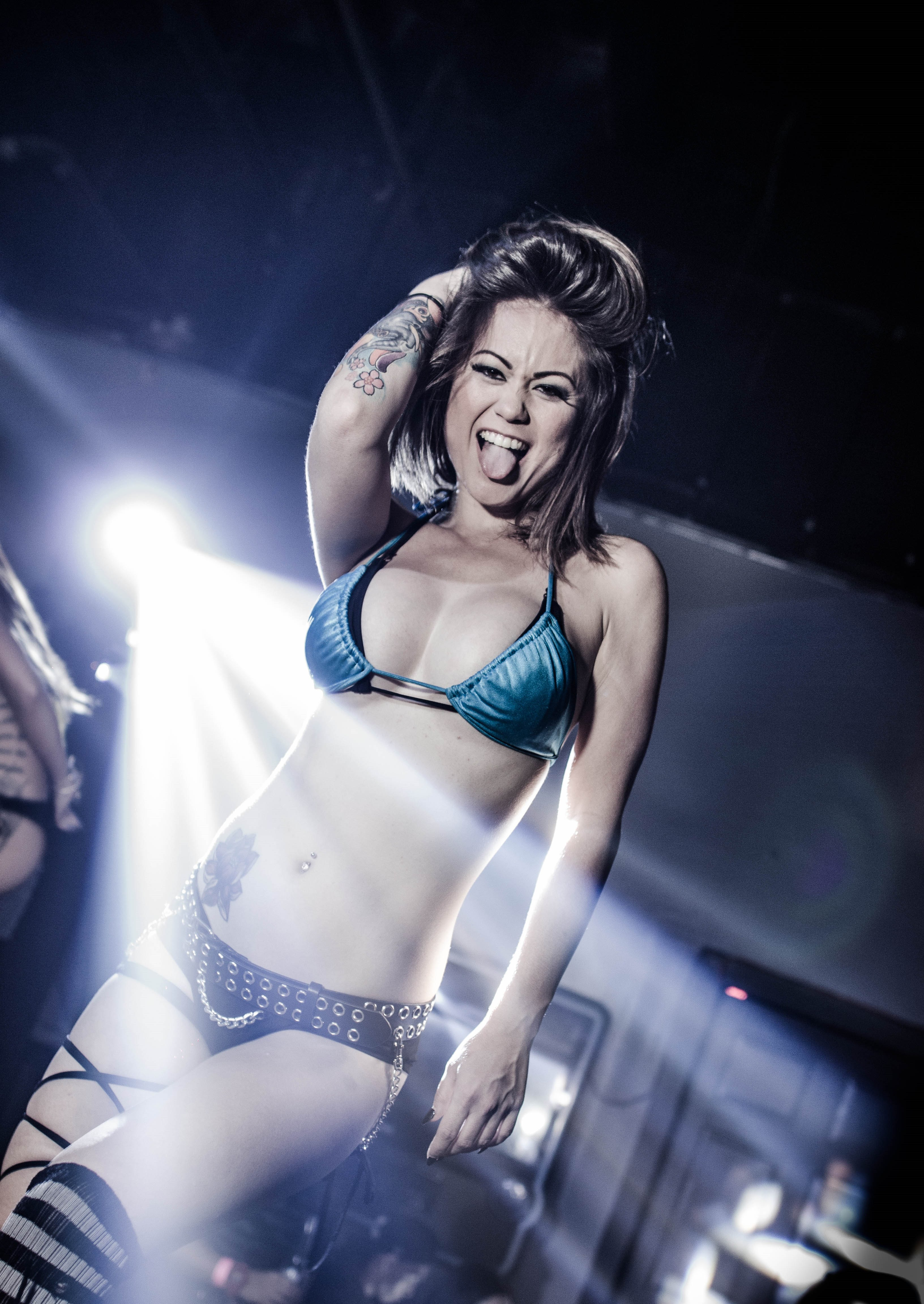
La ballarina gogó Cherry Lei

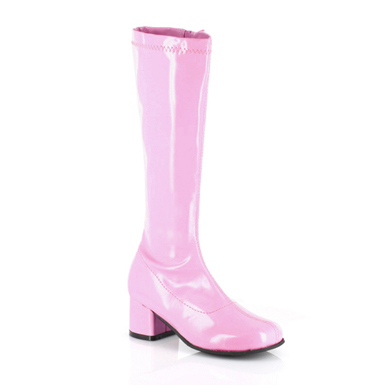
Bota gogó

## Etimologia
El terme gogó deriva de la frase anglesa "go-go-go" per una persona força enèrgica i era influenciada per l'expressió francesa à gogo, que significa "en abundància", que al seu torn deriva de l'antiga paraula francesa la gogue per "alegria, felicitat". El terme gogó prové del bar francès Whisky a Gogo situat a Juan-les-Pins, un poble costaner prop de Canes, que va ser un dels primers llocs al món en substituir la música en directe per discs seleccionats per un discjòquei i per oferir l'espectacle de ballarines pagades conegudes com a gogós.

## A la dècada de 1960
El 19 de juny de 1964, Carol Doda va començar a ballar en topless al Condor Club de Broadway i Columbus al barri de North Beach de San Francisco. Es va convertir en la ballarina gogó més famosa del món, ballant al Condor durant 22 anys.
Els ballarins gogó van començar a ser contractats regularment al Whisky a Go Go al Sunset Strip a West Hollywood a Los Angeles al juliol de 1965. El Whisky a Go Go també va ser el primer club de gogó que va tenir gàbies de gogó suspeses del sostre (hi van ser des del primer moment, l'any 1965), i així va néixer la professió de ballarí de gàbia.
A principis de 1965, el concepte de gàbies gogó també s'havia fet popular a Europa. A Alemanya, les discoteques Scotch Kneipe i Pussycat de Múnic van ser les primeres a tenir gàbies gogó.
La frase gogó va ser adoptada pels bars a la dècada de 1960 a Tòquio, Japó. Va ser de menor reputació fins que va ser abandonat per la majoria de clubs i apropiat pels establiments burlesque i striptease, que al seu torn es van conèixer com bars gogó i les dones que hi treballaven conegudes com a ballarines gogó. Durant la Guerra del Vietnam hi havia molts bars gogó a Saigon, Vietnam del Sud, per entretenir les tropes dels EUA. Un sinònim utilitzat al Vietnam pel ball gogó és "ball de taula".

### Televisió i mitjans de comunicació
Els ballarins de gogó van ser emprats com a ballarins de fons acompanyant actuacions (reals o sincronitzades amb els llavis) de bandes de rock and roll en programes de música per adolescents a mitjans dels anys seixanta. Hullabaloo va ser una sèrie de varietats musicals que es va emetre a NBC del 12 de gener de 1965 al 29 d'agost de 1966. The Hullabaloo Dancers: un equip de quatre homes i sis dones, apareixien regularment. Una altra ballarina, model/actriu Lada Edmund, Jr., era més coneguda com la ballarina "go-go girl" engabiada al segment Hullabaloo A-Go-Go prop de la seqüència de tancament del xou. Altres programes de televisió de dansa durant aquest període, com ara Shindig! de l'ABC (16 de setembre de 1964 - 8 de gener de 1966) també presentaven ballarins go-go en gàbies. De vegades aquestes gàbies estaven fetes de plàstic transparent amb llums enfilades dins d'elles; de vegades els llums estaven sincronitzats per encendre i apagar-se amb la música. Shivaree (sindicat, 1965-1966), un altre espectacle musical, normalment posava ballarines gogó sobre bastides i en una plataforma darrere de la banda que actuava. Beat-Club, un programa alemany de l'època, també utilitzava ballarins gogó. Cada espectacle de l'època tenia un mètode particular per portar els ballarins gogó a la vista de la càmera.

## A clubs gai

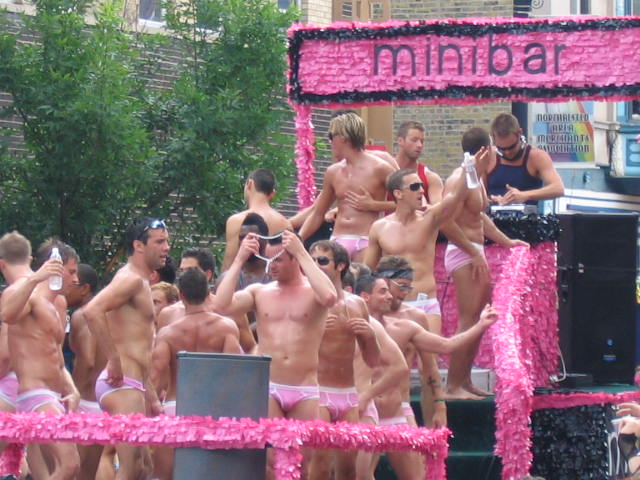
Nois gogó a la Chicago Pride Parade de juny de 2008

Molts clubs gais tenien ballarins gogó, sovint anomenats gogó boys, des del 1965 fins al 1968, després dels quals pocs clubs gais van tenir ballarins gogí fins al 1988, quan el ball gogó va tornar a estar de moda als clubs gai (i s'ha mantingut des de llavors). Avui en dia, els ballarins gogó masculins gais són molt més populars i comuns a la cultura nord-americana, especialment a ciutats més grans com Los Angeles i Nova York. Hi ha més ballarins gogó gais que ballarines gogó en l'escena actual dels clubs, un gran canvi dels anys 60.

## A la dècada de 1970 i després

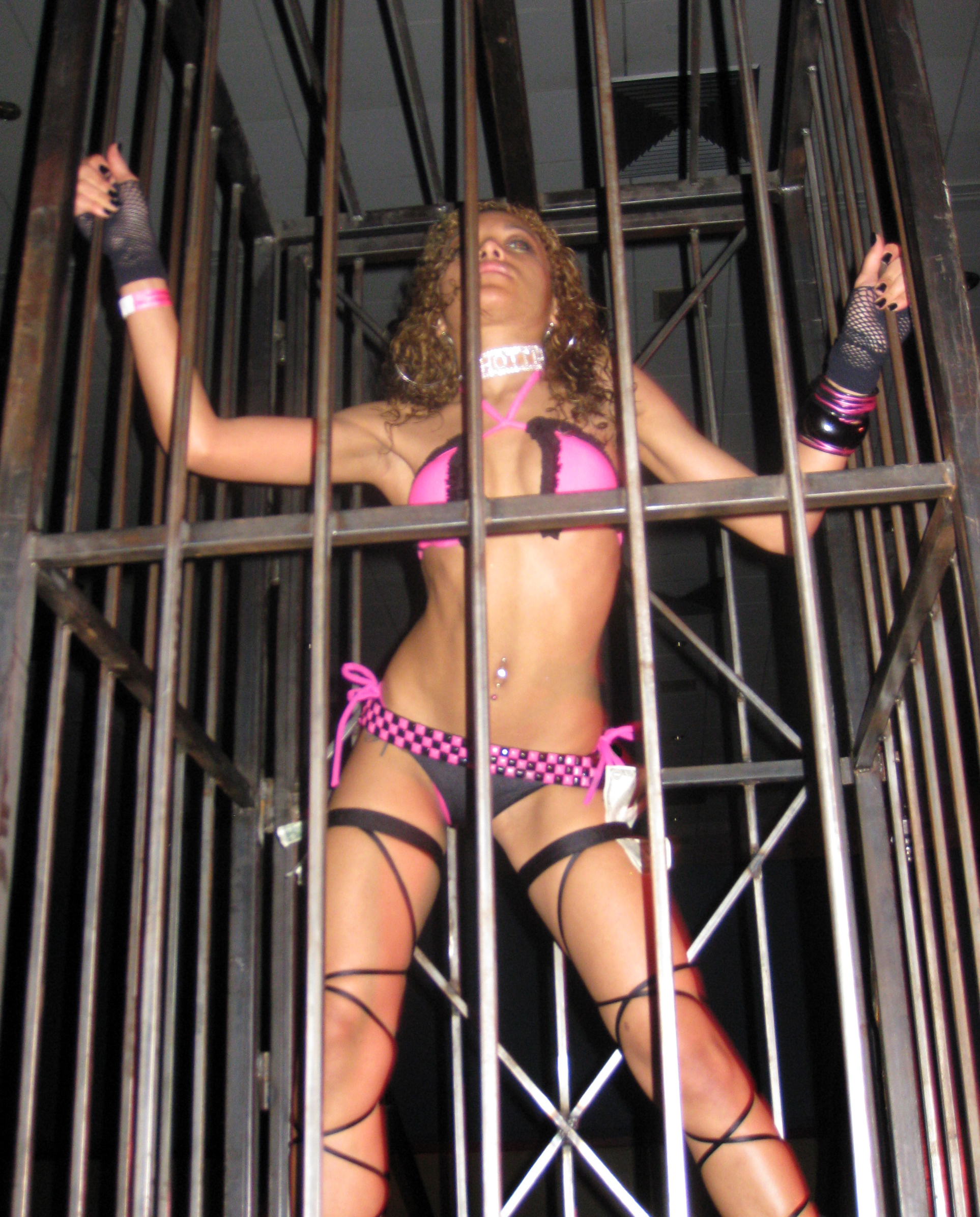
Ballarina gogó en una gàbia

Hi havia molts bars gogó a Tailàndia durant la guerra del Vietnam i van continuar (a una escala més petita) després que la guerra va acabar el 1975. Durant la dècada de 1980, Tailàndia es va convertir en un centre descatat per al turisme sexual. Molts bars gogó estan situats a Bangkok a Patpong, Nana Plaza, i Soi Cowboy. Soi Twilight és el carrer principal de Bangkok pels bars gogó gais.
A la dècada de 1970 no hi havia gaires discoteques que tenien ballarins gogó. Tanmateix, a finals de la dècada de 1970, hi havia una discoteca al 128 West 45th Street (el mateix lloc on havia estat el Peppermint Lounge) a Manhattan, Nova York, anomenada G.G. Barnum's Room, patrocinat en gran part per dones transgènere, que tenien ballarins gogó masculins que ballaven amb trapezis sobre una xarxa sobre la pista de ball.
El 1978, el club nocturn Xenon de Manhattan es va convertir en el primer club nocturn que va oferir caixes gogó perquè ballessin els aficionats.
A principis de la dècada de 1980, el ball gogó va tornar a ser popular als clubs de la ciutat de Nova York inspirats en la música de Madonna. Madonna va incloure ballarines gogó als seus videoclipss de la MTV. A finals de la dècada de 1980, el ball gogó s'havia estès una vegada més als clubs nocturns de tota la món occidental i Àsia oriental.
Avui, el ball gogó també ha trobat una sortida als mitjans de comunicació. Horrorpops, una banda danesa, és coneguda per presentar ballarins gogó en les seves actuacions en directe i els seus vídeos musicals. El videoclip dp"Horrorbeach" va estar dedicat íntegrament als ballarins gogó de la banda. Es poden utilitzar ballarins gogó per millorar l'actuació d'una banda o la barreja de música d'un DJ.
A Rússia, a les eleccions de 2013 el partit Força Cívica va presentar quatre ballarines gogó com a candidates a diputats.
La tradició de ballarines gogó en programes de música de televisió continua arreu del món, com ara les Viva Hotbabes i les SexBomb Girls a les Filipines. Tanmateix, mentre que els espectacles estatunidencs dels anys 60 presentaven ballarins altament formats, molts ballarins moderns no sempre són professionals (per exemple, algunes discoteques de zones turístiques de Magaluf o Eivissa).

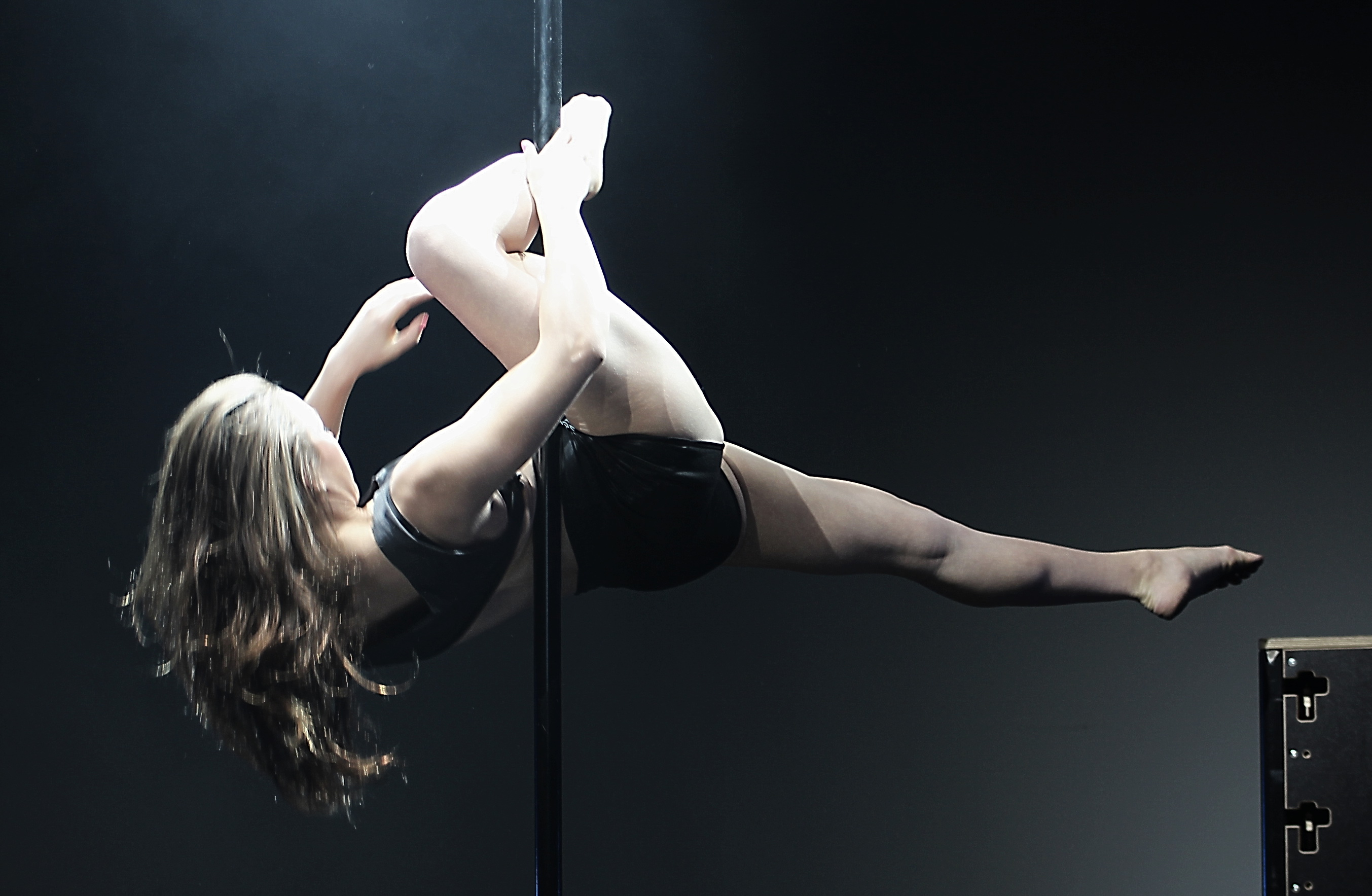
Una gogó al 5è aniversari de BMW Welt.

## Festes i celebracions
Actualment, la ciutat de West Hollywood celebra la història i la cultura del ball gogó organitzant un "Dia d'apreciació del Go-Go Boy" anual que inclou un festival de carrer i una competició.

## Ballarins d'art performance
Els ballarins de go-go que es contracten per ballar a les discoteques, festes especials, festivals, festes de circuit o rave balls amb vestits brillants i acolorits s'anomenen ballarins d'art performance. Els seus vestits sovint inclouen accessoris com ara barres lluminoses, caçadors de llum, pistoles de raigs de joguina que s'il·luminen, pantalons curts incrustats amb tubs de fibra òptica que funcionen amb piles de diversos colors, cadenes de llums de colors que funcionen amb piles en tubs de plàstic, pals de foc, un instrument musical o un animal (normalment un serp). A principis i mitjans de la dècada de 1980, el ballarí d'art escènic John Sex, que actuava amb una pitó, va tenir un paper important en fer que el ball gogó tornés a ser popular a les discoteques gais i bisexuals amb el seu company de vida Sebastian Kwok.